# Luke Berry
Luke David Berry (Bassingbourn, 12 luglio 1992) è un calciatore inglese, centrocampista del Charlton.

## Carriera
Cresce nelle giovanili del Cambridge Utd debutta in prima squadra il 15 febbraio 2011, nella sconfitta interna per 1 a 0 contro il Darlington FC. Il 29 luglio 2014, firma per il Barnsley, neoretrocessa in League One, ma solamente dopo una stagione fa ritorno a Cambridge. Il 25 agosto 2017 firma per il Luton Town. Con il club di Luton trova continuità e contribuisce alla doppia promozione, passando dalla League Two alla Championship.

## Statistiche

### Presenze e reti nei club
Statistiche aggiornate al 18 maggio 2025.
| Stagione                | Squadra                 | Campionato              | Campionato | Campionato | Coppe nazionali | Coppe nazionali | Coppe nazionali | Coppe continentali | Coppe continentali | Coppe continentali | Altre coppe | Altre coppe | Altre coppe | Totale | Totale |
| Stagione                | Squadra                 | Comp                    | Pres       | Reti       | Comp            | Pres            | Reti            | Comp               | Pres               | Retin              | Comp        | Pres        | Reti        | Pres   | Reti   |
| ----------------------- | ----------------------- | ----------------------- | ---------- | ---------- | --------------- | --------------- | --------------- | ------------------ | ------------------ | ------------------ | ----------- | ----------- | ----------- | ------ | ------ |
| 2010-2011               | Cambridge Utd           | FC                      | 2          | 0          | -               | -               | -               | -                  | -                  | -                  | -           | -           | -           | 2      | 0      |
| 2011-2012               | Cambridge Utd           | FC                      | 43         | 6          | FACup           | 2               | 0               | -                  | -                  | -                  | -           | -           | -           | 45     | 6      |
| 2012-2013               | Cambridge Utd           | FC                      | 28         | 3          | -               | -               | -               | -                  | -                  | -                  | -           | -           | -           | 28     | 3      |
| 2013-2014               | Cambridge Utd           | FC                      | 42+2       | 12         | FACup           | 3               | 2               | -                  | -                  | -                  | -           | -           | -           | 47     | 14     |
| 2014-2015               | Barnsley                | FL1                     | 31         | 1          | FACup           | 4               | 0               | -                  | -                  | -                  | -           | -           | -           | 35     | 1      |
| 2015-2016               | Cambridge Utd           | FL2                     | 46         | 12         | FACup+CdL       | 2+1             | 1               | -                  | -                  | -                  | -           | -           | -           | 49     | 13     |
| 2016-2017               | Cambridge Utd           | FL2                     | 45         | 17         | CdL+FACup       | 2+4             | 1+4             | -                  | -                  | -                  | -           | -           | -           | 51     | 22     |
| ago. 2017               | Cambridge Utd           | FL2                     | 3          | 0          | CdL             | 0               | 0               | -                  | -                  | -                  | -           | -           | -           | 3      | 0      |
| Totale Cambridge United | Totale Cambridge United | Totale Cambridge United | 209+2      | 50         |                 | 14              | 8               |                    | -                  | -                  |             | -           | -           | 225    | 58     |
| 2017-2018               | Luton Town              | FL2                     | 34         | 7          | FACup           | 3               | 1               | -                  | -                  | -                  | -           | -           | -           | 37     | 8      |
| 2018-2019               | Luton Town              | FL1                     | 21         | 3          | FACup+CdL       | 2+1             | 0               | -                  | -                  | -                  | -           | -           | -           | 24     | 3      |
| 2019-2020               | Luton Town              | FLC                     | 21         | 1          | CdL+FACup       | 3+1             | 0               | -                  | -                  | -                  | -           | -           | -           | 25     | 1      |
| 2020-2021               | Luton Town              | FLC                     | 31         | 2          | CdL+FACup       | 1+2             | 0               | -                  | -                  | -                  | -           | -           | -           | 34     | 2      |
| 2021-2022               | Luton Town              | FLC                     | 13         | 6          | FACup           | 2               | 1               | -                  | -                  | -                  | -           | -           | -           | 15     | 7      |
| 2022-2023               | Luton Town              | FLC                     | 21+2       | 3          | CdL+FACup       | 1+3             | 0               | -                  | -                  | -                  | -           | -           | -           | 27     | 3      |
| 2023-2024               | Luton Town              | PL                      | 17         | 2          | CdL+FACup       | 2+1             | 0               | -                  | -                  | -                  | -           | -           | -           | 20     | 2      |
| Totale Luton Town       | Totale Luton Town       | Totale Luton Town       | 158+2      | 24         |                 | 22              | 2               |                    | -                  | -                  |             | -           | -           | 182    | 26     |
| 2024-2025               | Charlton                | FL1                     | 41+1       | 7          | FACup+CdL       | 3+1             | 1+0             | -                  | -                  | -                  | EFL         | 2           | 0           | 48     | 8      |
| Totale Carriera         | Totale Carriera         | Totale Carriera         | 444        | 82         |                 | 44              | 11              |                    | -                  | -                  |             | 2           | 0           | 490    | 93     |

## Palmarès

### Club

#### Competizioni nazionali
- FA Trophy: 1

Cambridge United: 2013-2014
- Football League One: 1

Luton Town: 2018-2019